# Hr.Ms. Hendrik Karssen (1939)
Hr. Ms. Hendrik Karssen (RC II, Y 807, A 857, Y8102) was een Nederlands communicatievaartuig. Het schip werd gebouwd door de Rijkswerf in Den Helder en werd op 1 april 1940 als Mok I in dienst gesteld bij de Nederlandse marine

## De Hendrik Karssen voor de Tweede Wereldoorlog
Het schip was als communicatievaartuig gestationeerd op het marinevliegkamp De Mok op Texel, vandaar dat het in dienst is gesteld als Mok I.

## De Hendrik Karssen tijdens de Tweede Wereldoorlog
Het schip wist in de meidagen van 1940 uit te wijken naar het Verenigd Koninkrijk. Daar werd het onder meer gebruikt tijdens de evacuatie van Duinkerken. Tijdens de evacuatie werd de 4 juni door een luchtaanval zwaar beschadigd en daarom werd het schip op het strand gezet. De Duitse strijdkrachten konden het schip bergen en repareren en namen het in dienst. Het schip overleefde de Tweede Wereldoorlog.

## De Hendrik Karssen na de Tweede Wereldoorlog
Het schip werd na de Tweede Wereldoorlog teruggevonden en verbouwd door de Rijkswerf in Den Helder. In 1949 werd het schip als opleidingsschip voor adelborsten in dienst genomen. In 1954 werd het schip hernoemd tot Hendrik Karssen. Het werd uiteindelijk op 5 maart 1973 uit dienst genomen.